# Vicenta Devís
María Vicenta Devís (València 1744 - h.1820) va ser una impressora valenciana que va estar en actiu durant quatre dècades a la fi del segle xviii i principis del XIX.
Devís va ser la segona esposa d'Agustín Laborda Campo, aragonès establert a València que va ser un destacat impressor de literatura de cordill del segle xviii i el taller del qual es trobava en el número 18 del carrer Bolseria. Devís i Laborda van contreure matrimoni en 1763. Amb la incorporació de Devís, les activitats editorials del taller es van expandir, de la mateixa forma que la fortuna familiar, com es reflecteix en el testament de Laborda (1776) on esmenta que els seus béns s'havien «multiplicat en la indústria, cura i aplicació meus i de la meva segona consort».
Després de la defunció del seu espòs cap al 1775, Devis es va fer càrrec de la direcció del taller. En les obres impresses a partir d'aquest moment s'indicava «Viuda de Agustín Laborda».
Entre els col·laboradors de Devis figura, a la fi del segle xviii i com a mestre d'impremta Joan Baptista Escorihuela, autor de col·loquis i de relacions de successos. Un altre destacat col·laborador va ser el gravador Baltasar de Talamantes com a oficial.
Del seu matrimoni amb Agustín Laborda nasqueren quatre fills: Josefa, filla natural que ingressarà en el convent de la Mare de Déu de Betlem, Teresa, Carmel·la i Agustí. A pesar que tradicionalment es va pensar que l'hereva del negoci va ser Teresa, posteriorment s'ha pogut determinar que aquesta havia mort cap a 1815 i que en realitat va ser la seva germana Carmel·la qui va assumir l'adreça de la impremta. Així ho havia ordenat Devís en el seu testament, assignant-li un terç de tots els seus béns i concretament les dues premses, foses de lletra i altres materials propis del negoci, de manera que quedava com a propietària del taller a la mort de la mare, per davant del seu germà Agustí.

## Obra
Encara que la producció editorial de Devis durant els seus anys al capdavant de la impremta continua fonamentalment la línia adoptada per Laborda, basada en la impressió de plecs de cordill (romanços, relacions, històries, comèdies soltes, entremesos, col·loquis, al·leluies, gojos, estampes), expandeix tres de les seves línies editorials, sempre dins del gènere de cordill. Amplia la publicació massiva de gojos, obres impreses consistents en un full mida foli amb un gravat representatiu i textos, generalment oracions o himnes, al·lusius a algun sant o devoció. Laborda ja hi havia imprès alguns gojos, però va ser Devís la que va explotar el potencial comercial que oferien, en particular atenent a les devocions locals repartides pel territori valencià.
Una altra activitat que va impulsar va ser l'edició d'històries religioses extretes del Flos Sanctorum d'Alonso de Villegas. Es tracta d'obres de 24 pàgines, normalment en prosa, que segueixen el model utilitzat en 1767 per Manuel Martín, si ben aquest havia inclòs també històries profanes. L'obra de Martín havia estat reimpresa per Laborda i Devís. Entre 1807 i 1810 es van imprimir en el taller de Bolsería almenys deu obres sobre personatges bíblics. En aquesta obra, com en el cas dels gojos, va ser de rellevància la col·laboració de Baltasar de Talamantes com a gravador dels títols.
En tercer lloc, Devís va contribuir amb la publicació de plecs de polítics i informatius durant els anys de la Guerra de la Independència (1808-1814). Les seves obres oferien informació sobre els esdeveniments del conflicte, distribuïen consignes patriòtiques, o plantejaven una anàlisi més tranquiño dels esdeveniments. Aquesta activitat la realitzava tant per cobrir la demanda que és equellos moments havia d'aquests tipus de materials, com impulsada per l'activitat política d'Escorigüela.